# Patriotic Songs for Children
《Patriotic Songs for Children》은 1939년 빙 크로스비와 프랭크 루서가 미국의 애국과 관련된 노래를 불러 발매한 컴필레이션 음반이다.

## 배경
예전에는 "앨범(album, 음반)"이라는 용어가 책과 같은 형식으로 소장되어 있는 다양한 물건을 뜻하는 말이었다. 또한 음악에서는 19세기 초 인쇄됐던 음악 악보를 모은 것을 일컬었는데, 이후 SP 레코드가 나오면서부터 레코드를 모아 음반 형식으로 만드는 것이 유행하기 시작하였다(SP 레코드는 기술적인 한계로 3.5분 정도만 녹음이 가능했다.) 그렇게 레코드 서너 개를 모아서 하나의 음반으로 파는 폴리오(folio) 형식으로 인기를 끌다가, 후에는 배급하는 곳에서 좋아하는 노래를 넣을 수 있는 빈 음반에 콘셉트나 테마를 만들어 노래 간 연결 고리나 상관 관계를 만드는 것이 인기를 끌게 되었다. 1930년대 후반이 되었을 때는 아티스트들이 테마나 콘셉트를 생각해 6개 내지 8개의 노래를 녹음하기 위해 녹음실을 가기도 했다. 이런 현상은 장시간 음반(LP)이 나오면서부터 점차 수그러들기 시작했지만, 콘셉트 음반이라는 새로운 형태로 다시 나타나게 되었다.
데카 레코드에서 처음으로 발매한 음반은 1938년에 발매해 카탈로그 넘버 A-1이 부여된 블라디미르 로싱의 《Moussorgsky Songs》로 추정되고 있다. 《Patriotic Songs for Children》은 데카 레코드 초기에 발매된 콘셉트 음반 중에 하나다.

## 트랙 리스트
《Patriotic Songs for Children》은 카탈로그 넘버 A-50을 부여 받았다.

디스크 1 (2400)
1. "God Bless America", 1939년 3월 22일 빙 크로스비와 맥스 테르스 믹스드 코러스가 녹음
2. "The Star-Spangled Banner", 1939년 3월 22일 빙 크로스비와 맥스 테르스 믹스드 코러스가 녹음

디스크 2 (2476)
1. "America", 1935년 5월 1일 프랭크 루서와 센추리 콰르텟이 녹음
2. "America the Beautiful”, 1935년 5월 1일 프랭크 루서와 센추리 콰르텟이 녹음

디스크 3 (2477)
1. "Hail, Columbia", 1939년 5월 1일 프랭크 루스와 센추리 콰르텟이 녹음
2. "Columbia, the Gem of the Ocean“ 1939년 5월 1일 프랭크 루서와 센추리 콰르텟이 녹음